# 2013 TZ227
2013 TZ227 est un objet transneptunien faisant partie des cubewanos.

## Caractéristiques
2013 TZ227 mesure environ 180 km de diamètre.